# Zdzisław Wincenty Przyjałkowski

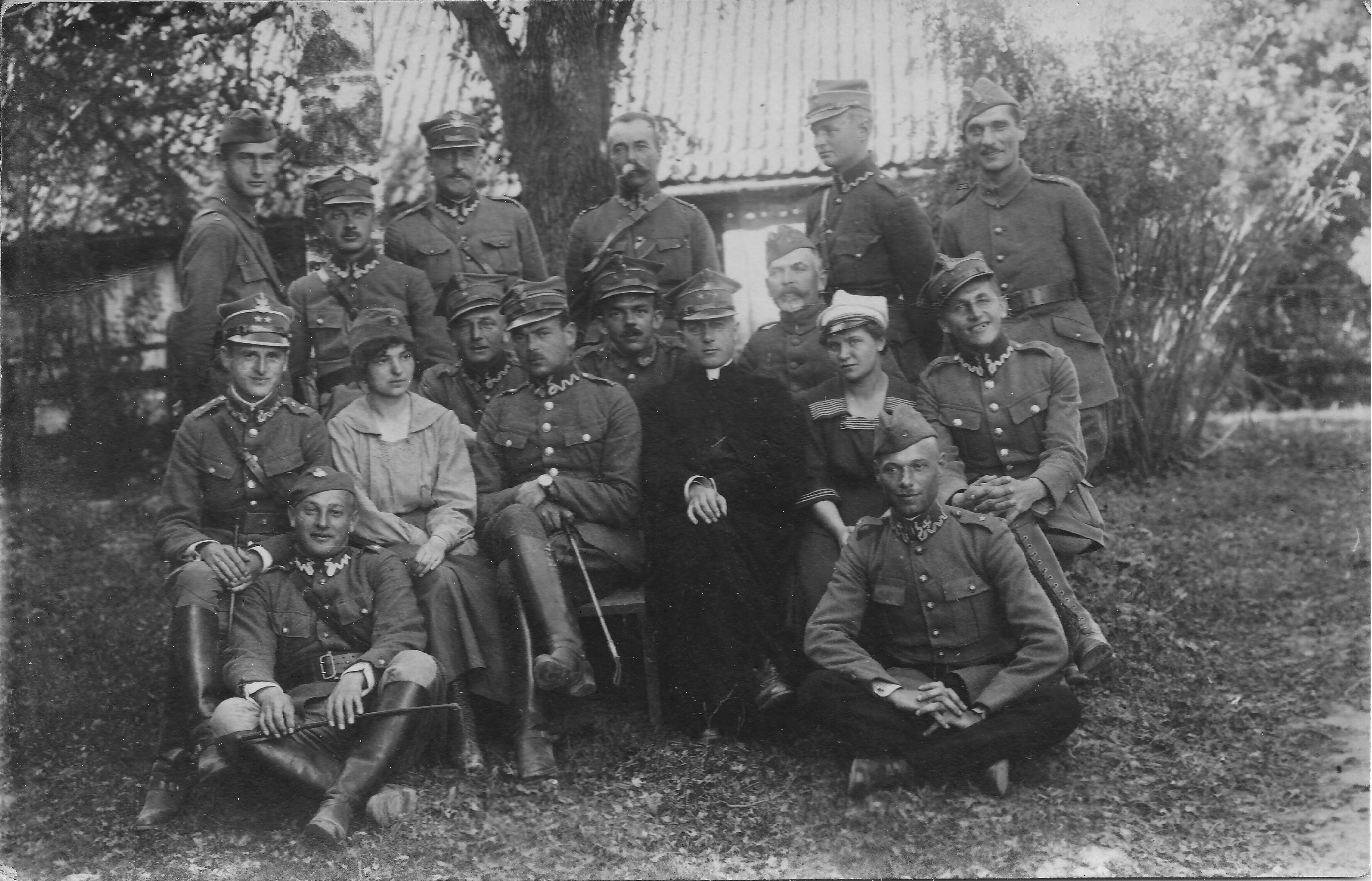
Kpt. Zdzisław Przyjałkowski (siedzi trzeci od lewej
w pierwszym rzędzie, obok Zofii Mierczyńskiej)
w otoczeniu oficerów, Zasław 1920

Zdzisław Wincenty Przyjałkowski (ur. 6 października 1892 w Magnuszewie, zm. 12 kwietnia 1971 w Sztokholmie) – generał brygady Wojska Polskiego, kawaler Orderu Virtuti Militari.

## Życiorys
Urodził się w rodzinie 6 października 1892 w Magnuszewie, w ówczesnym powiecie kozienickim guberni radomskiej, w rodzinie Zdzisława i Kazimiery z Kreyserów. W czerwcu 1910 złożył eksternistycznie maturę w c. k. I Wyższej Szkole Realnej we Lwowie.
Przed I wojną światową studiował na Wydziale Budowy Maszyn Politechniki Lwowskiej i działał w polskich organizacjach niepodległościowych. Od 1914 w Legionach Polskich. Służył w 5 pułku piechoty. W czasie służby w Legionach awansował na kolejne stopnie w korpusie oficerów piechoty: chorążego (29 września 1914), podporucznika (5 marca 1915) i porucznika (2 lipca 1915). W lipcu 1917, po kryzysie przysięgowym, został internowany w Beniaminowie.
Od listopada 1918 w Wojsku Polskim, brał udział w obronie Lwowa w 1918. 1 grudnia 1919 został mianowany z dniem 1 grudnia 1919 kapitanem w piechocie. W czasie wojny z bolszewikami na stanowisku dowódcy kompanii, batalionu, od lipca 1920 – dowódcy 21 pułku piechoty, a później – XVI Brygady Piechoty. 15 lipca 1920 został zatwierdzony z dniem 1 kwietnia 1920 w stopniu majora, w piechocie, w grupie oficerów byłych Legionów Polskich.
W latach 1921–1923 był słuchaczem II Kursu Normalnego Wyższej Szkoły Wojennej w Warszawie. 3 maja 1922 został zweryfikowany w stopniu majora ze starszeństwem z 1 czerwca 1919 i 60. lokatą w korpusie oficerów piechoty. 1 października 1923, po ukończeniu kursu i uzyskaniu tytułu naukowego oficera Sztabu Generalnego, otrzymał przydział do Biura Ścisłej Rady Wojennej w Warszawie na stanowisko kierownika referatu w Wydziale Ogólnym. Następnie, w tym samym biurze, objął stanowisko szefa Wydziału Manewrów i Doświadczeń Oddziału IIIa, a w styczniu 1925 – szefa Wydziału Operacyjnego „Zachód”. 31 marca 1924 został mianowany podpułkownikiem ze starszeństwem z 1 lipca 1923 i 36. lokatą w korpusie oficerów piechoty. 30 listopada 1926, po likwidacji BŚRW, został szefem Wydziału Operacyjnego „Zachód” w Oddziale III Sztabu Generalnego w Warszawie. W marcu 1927 został przeniesiony do 41 pułku piechoty w Suwałkach na stanowisko dowódcy pułku. 1 stycznia 1928 został mianowany pułkownikiem ze starszeństwem z 1 stycznia 1928 i 19. lokatą w korpusie oficerów piechoty. 12 listopada 1928 zastąpił płk. dypl. Wincentego Kowalskiego na stanowisku szefa Oddziału III Sztabu Głównego w Warszawie i został jednym z najbliższych współpracowników gen. dyw. Tadeusza Piskora. 1 czerwca 1931 został mianowany zastępcą dowódcy Korpusu Ochrony Pogranicza w Warszawie. W grudniu 1933 zastąpił płk. Wacława Stachiewicza na stanowisku dowódcy piechoty dywizyjnej 1 Dywizji Piechoty Legionów w Wilnie. 3 sierpnia 1937 objął dowództwo 15 Dywizji Piechoty w Bydgoszczy i sprawował je do września 1939. Na stopień generała brygady został mianowany ze starszeństwem z 19 marca 1939 i 11. lokatą w korpusie generałów.
W kampanii wrześniowej dowodził 15 DP oraz przejściowo (od 5 do 11 IX) Grupą Operacyjną swojego imienia, w skład której wchodziła 15 i 26 DP. Uczestniczył w bitwie nad Bzurą. W czasie obrony Warszawy pozostawał w dyspozycji dowódcy Armii „Warszawa”. Po kapitulacji przebywał w niewoli niemieckiej w Oflagu VII A w Murnau.
Po zakończeniu wojny przebywał na emigracji w Szwecji. Mieszkał z żoną w Sztokholmie przy Majorsgatan 11-3. Początkowo pracował jako robotnik w fabryce sygnalizacji morskiej, a następnie w firmie Allmänna Svenska Elektriska AB. W latach 1952–1969 pełnił funkcję prezesa Rady Uchodźstwa Polskiego w Sztokholmie, działał też we władzach Stowarzyszenia Polskich Kombatantów. Zmarł 12 kwietnia 1971 w Sztokholmie.
Generał Przyjałkowski był żonaty z Ireną Gilewiczówną (1905–1990), z którą miał córkę Danutę Marię Helenę Boender (1927–2012).

## Ordery i odznaczenia
- Krzyż Srebrny Orderu Virtuti Militari nr 3656 (1921)[23][24]
- Krzyż Niepodległości (20 stycznia 1931)[25]
- Krzyż Oficerski Orderu Odrodzenia Polski (27 listopada 1929)[26]
- Krzyż Walecznych (siedmiokrotnie, po raz pierwszy w 1921)[27]
- Złoty Krzyż Zasługi (19 marca 1937)[28]
- Medal Pamiątkowy za Wojnę 1918–1921[23]
- Medal Dziesięciolecia Odzyskanej Niepodległości[23]
- Znak oficerski „Parasol”
- Krzyż Komandorski Orderu Gwiazdy Rumunii (Rumunia)[23]
- Krzyż Komandorski Orderu Lwa Białego (Czechosłowacja)[23]
- Krzyż Oficerski Orderu Orła Białego (Jugosławia)[23]
- Krzyż Kawalerski Orderu Legii Honorowej (Francja, 1921)[23]
- Medal 10 Rocznicy Wojny Niepodległościowej (Łotwa)[29][23]

## Opinie
Gen. Tadeusz Kutrzeba: „Ze względu na krótki okres inspekcji w roku 1937, definitywnej opinii wydać nie mogę. Z jednego ćwiczenia prowadzonego przez płk. Przyjałkowskiego odniosłem potwierdzenie dawnego zdania, że jest to oficer rozumny i stanowczy, odpowiadający na obecnym stanowisku”.